# La cara bruta de la llei
La cara bruta de la llei (títol original: Deep Cover) és una pel·lícula estatunidenca negra de 1992 dirigida per Bill Duke i protagonitzada per Laurence Fishburne i Jeff Goldblum en els papers principals. Ha estat doblada al català.

## Argument
Russell Stevens és un policia, el pare drogoaddicte del qual va ser mort en un atracament davant seu, quan encara era un nen.
Un dia és reclutat per l'agent Carver de la DEA per ser agent antidroga encobert. La seva primera missió és la d'infiltrar-se en una xarxa de tràfic de drogues per arribar fins als seus capitosts Anton Gallegos i Hector Guzmán, un polític llatinoamericà. Per aconseguir-ho es torna traficant de droga i amb el temps aconsegueix la confiança de David Jason, un traficant de droga important dins d'aquesta organització, que li possibilita el seu treball.
El que descobreix llavors des de dins canviarà la seva visió idealista de la justícia i a més haurà d'enfrontar-se als seus dimonis del passat.

## Repartiment
- Laurence Fishburne: Russell Stevens
- Jeff Goldblum: David Jason
- Charles Martin Smith: Carver
- Glynn Turman: Russell Stevens (pare)
- Kamala Lopez-Dawson: Belinda
- Clarence William III: Agent Taft
- Sidney Lassick: Gopher
- Gregory Sierra: Félix Barbosa
- Arthur Mendoza: Antón Gallegos
- René Assa: Hector Guzmán

## Crítica
"Un policia s'infiltra entre narcotraficants. Amb aquesta rutinària excusa, el també actor Duke construeix un thriller atípic, vigorós i amb una punta d'ironia"

## Premis
1992: premis Independent Spirit: 2 nominacions incloent millor actor (Laurence Fishburne)
1992: Festival de Tòquio: Nominada al Tòquio Grand Prix
1992: Crítics de Chicago: Nominada a millor actor secundari (Jeff Goldblum)